# كويمادا
بلدية كويمادا (بالإسبانية: Quemada)‏, هي إحدى بلديات مقاطعة برغش, التي تقع في منطقة قشتالة وليون, والتي تقع في شمال غرب إسبانيا.
يبلغ عدد سكانها 248 نسمة وفقاً لإحصائية سنة (2002).